# 掌叶橐吾
掌叶橐吾（学名：Ligularia przewalskii）是菊科橐吾属的植物。分布于中国大陆的陕西、内蒙古、江苏、青海、山西、四川、宁夏、甘肃等地，生长于海拔1,100米至3,700米的地区，一般生于林下、林缘、山麓、河滩和灌丛，目前尚未由人工引种栽培。